# Evan Ma
Ma Zhen-huan (en chino, 馬振桓; pinyin, Mǎ Zhèn Huán) (Taipéi, República de China, 2 de noviembre de 1992), conocido bajo su nombre artístico de Evan Ma o simplemente Evan, es un cantante, rapero y actor canadiense de ascendencia taiwanesa. Es principalmente conocido por haber miembro del grupo masculino SpeXial desde 2014 hasta 2021. Como actor, es conocido por sus apariciones en series como Moon River, The Ultimate Ranger, Men with Sword, K.O.3an Guo y K.O. Re:Call, entre otras.

## Biografía

### Primeros años
Ma Zhen-huan nació el 2 de noviembre de 1992 en la ciudad de Taipéi, República de China. Sus padres emigraron a Vancouver, Canadá, cuando tenía dos años y medio. Habla con fluidez inglés y mandarín. En 2012, fue el ganador del concurso canadiense Sunshine Nation. En 2013, Ma se trasladó a Taipéi tras ser reclutado por la agencia Comic International Productions, donde comenzó a desempeñarse como músico.

### Carrera
El 26 de mayo de 2014, Comic International Productions anunció la incorporación de Ma junto a otros dos nuevos miembros al grupo de mandopop taiwanés, SpeXial. Ma debutó con dicho grupo bajo su nombre inglés de "Evan" el 5 de junio del mismo año, durante la conferencia de prensa del segundo álbum, Break It Down. En SpeXial, se desempeña como vocalista y rapero principal.
En agosto de 2014, Ma volvió a Canadá con el fin de finalizar sus estudios en la Universidad de Columbia Británica, donde se graduó de la facultad de finanzas. Debido a esto, estuvo ausente durante la grabación y lanzamiento del primer extended play del grupo, Love Killah, el cual fue lazando el 4 de febrero de 2015. Ma se reincorporó a SpeXial el 31 de mayo de 2015, durante la ceremonia de los Hito Music Awards, donde el grupo ganó dos premios en las categorías de "grupo hito" y "grupo más popular".
En 2016, el grupo se dio a conocer en el mercado chino participando en diversas series y películas web. En abril, Evan participó en la serie web Ultimate Ranger junto a su compañero de banda Dylan. En agosto, obtuvo un papel recurrente en la serie web Men with Sword, en la que actuó junto a sus compañeros Ian, Dylan, Zhiwei, Wayne, Simon y Win. También ha aparecido en series como K.O.3an Guo y K.O. Re:Call.

## Filmografía

### Televisión
| Año  | Título                     | Papel         | Notas                  |
| ---- | -------------------------- | ------------- | ---------------------- |
| 2014 | The X-Dormitory            | Luchador      | Invitado (episodio 40) |
| 2015 | Moon River                 | Feng Jian-che | Coprotagonista         |
| 2018 | Right Time to Right Person | Wen Cheng     |                        |

### Series web
| Año  | Título              | Papel                 | Notas                                               |
| ---- | ------------------- | --------------------- | --------------------------------------------------- |
| 2014 | Hold: Live in Love  | Muchacho              | Invitado (episodio 9)                               |
| 2015 | Happy Together      | Wang Cheng-wen        | Episodios 6, 14 y 15                                |
| 2016 | The Ultimate Ranger | Tong Ying-jie (Jerry) | Coprotagonista                                      |
| 2016 | Men with Sword      | Jian Bin              | Papel recurrente (episodios 2-5, 8-9, 11-15, 19-27) |
| 2017 | K.O.3an Guo         | Zhao Yun              | Principal                                           |
| 2018 | K.O. Re:Call        | Lan Si-luo            | Principal                                           |